# Operação Alfil
O Operativo Alfil, também chamado de Operação Alfil (em inglês:  Operation Bishop), foi a participação da Marinha Argentina e da Força Aérea Argentina na execução das resoluções do Conselho de Segurança da ONU contra o Iraque em 1990, sendo estas a Resolução n.º 661 (embargo total), 665 (uso da força para impor sanções econômicas) e 678 (uso da força para libertar o Kuwait), no âmbito da Operação Escudo do Deserto.
Tais determinações foram consequência da invasão pelas tropas iraquianas de Saddam Hussein ao Emirado do Kuwait em 2 de agosto de 1990, anexando este país ao seu território.

## Antecedentes
Em 18 de setembro de 1990, o presidente argentino Carlos Menem ordenou o alistamento de embarcações para apoiar a Operação Escudo do Deserto dentro da Guerra do Golfo. Para executar a operação, foi criado o Grupo de Tarefa 88.0, sob o comando do Capitão de Navio Eduardo Rosenthal
Durante o curso do conflito, os argentinos manifestaram seu descontentamento com a intervenção militar no Iraque. Em uma pesquisa, revelou-se que cerca de 98% dos entrevistados rejeitavam a adesão da Argentina à coalizão. Isso provavelmente se deve ao resultado após a guerra das Malvinas e à neutralidade do país na Primeira e Argentina na Segunda Guerra Mundial

## Grupo de Tarefa 88.0
Sob o comando do Capitão de Navio Eduardo Alfredo Rosenthal, foi destacado, compreendendo o destróier ARA Almirante Brown (D-10) e a corveta ARA Spiro (P-43), além de dois helicópteros Alouette III (matrículas 3-H-109 e 3-H-112).

## Grupo de Tarefa 88.1
Sob o comando do Capitão de Navio Rodolfo Hasenbalg, foi destacado, compreendendo a corveta ARA Rosales (P-42) e o transporte ARA Bahía San Blas (B-4).
O Bahía San Blas transportou elementos de ajuda humanitária, como alimentos, água, trigo, etc.
Em julho, o GT 88.1 retornou à Argentina, concluindo sua missão.

## Consequências
Após o sucesso da execução da Operação Tempestade no Deserto, a bandeira argentina liderou o desfile da vitória na cidade de Nova Iorque e rendeu ao país o reconhecimento como Aliado importante extra-OTAN, por parte dos Estados Unidos.
Por outro lado, o então presidente Carlos Menem declarou que a participação da República Argentina nesta operação pode estar relacionada aos ataques terroristas à embaixada de Israel e à mutual judaica AMIA na década de 90.
Os veteranos argentinos (478 no total, todos militares profissionais) reivindicaram em várias ocasiões um reconhecimento simbólico e, em alguns casos, econômico por sua participação na campanha. Alguns deles receberam condecorações do Kuwait e da Arábia Saudita.